# Tehumardi
Tehumardi – wieś w Estonii, w prowincji Sarema, w gminie Salme. Na północ od miejscowości znajdują się dwa niewielkie jeziora Järve järv oraz Tehumardi karjäär.